# María Valverde

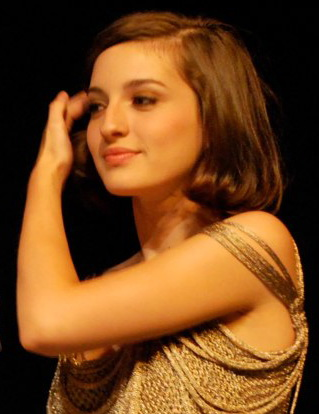
María Valverde (2009)

María Valverde Rodríguez (ur. 24 marca 1987 w Madrycie) – hiszpańska aktorka.

## Życiorys
Urodziła się w Carabanchel w Madrycie. Jej matka Gloria pracuje jako pielęgniarka w szkole specjalnej dla dzieci upośledzonych umysłowo. Ojciec jest malarzem. Mając 10 lat zaczęła występować w teatrze, od 14 roku życia uczy się aktorstwa.
W wieku 16 lat dostała rolę w filmie Słabość bolszewika. Jej kariera rozwinęła się, gdy zagrała we włoskim filmie Melissa P. W 2009 roku zagrała główną rolę w filmie Jordan Scott Pęknięcia razem z Evą Green i Juno Temple. Był to jej pierwszy film w języku angielskim.
Spotykała się z Mariem Casasem, z którym poznała się na planie filmu Trzy metry nad niebem.
W 2017 roku poślubiła głównego dyrygenta Orkiestry Symfonicznej w Göteborgu Gustavo Dudamel.

## Filmografia
- 2003: Słabość bolszewika (La flaqueza del bolchevique), jako María
- 2004: Fuera del cuerpo, jako Cuca
- 2005: Vorvik, jako Sofia
- 2005: Melissa P., jako Melissa P.
- 2006: Rodzina Borgiów (Los Borgia), jako Lukrecja Borgia
- 2007: Złodzieje (Ladrones), jako Sara, złodziejka
- 2007: Człowiek z piasku (El hombre de Arena), jako Lola
- 2007: El rey de la montaña, jako Bea
- 2008: Żona anarchisty (La Mujer del Anarquista), jako Manuela
- 2009: Pęknięcia (Cracks), jako Fiamma
- 2010: Trzy metry nad niebem (Tres metros sobre el cielo), jako Babi
- 2011: Madryt, 1987 (Madrid, 1987), jako Ángela
- 2012: Tylko ciebie chcę (Tengo ganas de ti), jako Babi
- 2012: La fuga, jako Anna Serra
- 2012: Interes życia (A puerta fría), jako Inés
- 2013: La Mula, jako Conchi
- 2013: Libertador, jako Maria Theresa Bolivar
- 2014: Hermanos, jako Virginia
- 2014: Tú y yo (film krótkometrażowy), jako Laura
- 2014: Exodus: Bogowie i królowie (Exodus: Gods and Kings) jako Sefora
- 2014: A lonely sun story (film krótkometrażowy), jako Linda
- 2015: Ahora o nunca, jako Eva
- 2015: Broken Horses, jako Vittoria
- 2015: 400 Boys, jako Paiva
- 2016: Ali and Nino, jako Nino
- 2016: La Carga, jako Elisa
- 2016: Gernika. Prawdziwa historia jako Teresa
- 2016: Golem z Limehouse jako Aveline Ortega
- 2016: Nasz najlepszy rok jako Alicia
- 2017: Plonger jako Paz Aguilera
- 2018: Galveston. Droga do ocalenia jako Carmen
- 2019: Pająk jako Inés Joven
- 2021: Bezpieczna odległość jako Amanda
- 2021: To brzmi jak miłość jako Maca

## Nagrody
- 2003: Goya – najlepsza nowa aktorka
- 2005: Międzynarodowy Festiwal Filmowy w San Sebastián – najpiękniejsza twarz w hiszpańskim filmie